# Allen (fumetto)
Allen è una storia a fumetti realizzata da Leo Ortolani. L'opera è una parodia dei film Alien e Prometheus di Ridley Scott, reinterpretati con riferimento alla serie di storie di Rat-Man, creata dallo stesso Ortolani. L'albo fu pubblicato a novembre 2012 da Panini Comics e distribuito in anteprima al Lucca Comics & Games di quell'anno.
La vicenda ruota intorno ad un gruppo di avventurieri alla ricerca delle origini della vita su un lontano pianeta abbandonato. Qui gli esploratori entreranno in contatto con il "creatore", l'essere che ha generato la razza umana, e con delle sinistre creature che li attaccheranno.

## Trama
Un gruppo di esploratori viaggia sulla nave da carico Tripakerton verso il pianeta Genesi 5 alla ricerca delle origini dell'umanità. La spedizione è stata organizzata da Allen, un multimiliardario proprietario della Terra intera, che si è occupato anche di reclutare l'equipaggio, di cui fanno parte, tra gli altri, il robot Oliver e il comandante Valery Kramer.
Giunti sul pianeta un piccolo gruppo guidato da Allen parte all'esplorazione di una misteriosa nave aliena arenata al suolo. All'interno dell'astronave gli uomini trovano un gigante in animazione sospesa, che associano al creatore della razza umana, e un numero di uova in una specie di nido. Una delle uova si schiude e ne esce un organismo che si attacca al volto di uno degli esploratori.
Allen e il resto del gruppo riportano indietro il loro compagno, vivo, ma con l'essere ancora attaccato al viso. Viene quindi posto in una capsula chirurgica per poter rimuovere il parassita. Alla fine l'organismo si stacca da solo, ma riesce a "inseminare" l'uomo e una nuova creatura gli erompe dal torace lasciandolo senza vita. Comincia così una caccia al mostro all'interno della nave, ma, combattendo con armi rudimentali, il gruppo viene progressivamente decimato dalla creatura. I superstiti decidono di tornare alla nave aliena per chiedere l'aiuto del "creatore" e lasciano Kramer di guardia a Tripakerton.
Gli uomini riescono a risvegliare il gigante, ma questi si mostra ostile nei loro confronti, perché dimostrando di essere in grado di arrivare fino a lui sono diventati una minaccia per il suo popolo. Egli risveglia quindi le uova e scaglia loro contro le rimanenti creature aliene. Allen e Oliver fuggono quindi verso la navicella di salvataggio e, ricongiuntisi con Kramer, lasciano la nave-madre un istante prima del termine della sequenza di autodistruzione di Tripakerton, che cancella l'intero pianeta.
La trama principale è alternata da una storia parallela che presenta il conduttore di Misterius (parodia di Roberto Giacobbo, conduttore di Voyager) in cerca di possibili indizi sull'origine dell'umanità, ricerca che lo porterà a parlare di templari, sumeri, Alan Sorrenti e annunaki.

## Genesi dell'opera
Ortolani ebbe fin da sempre una grande ammirazione per Alien e per i film di Ridley Scott in generale; apprezzandone soprattutto lo spiccato realismo, che si va a manifestare anche in dettagli in genere poco curati, come la sporcizia, del tutto assente in altri film di fantascienza. Per questo motivo per riferirsi ad Alien l'autore coniò il termine di "fantascienza sporca".
I primi tentativi di rielaborare Alien iniziarono nel 1990. Ortolani aveva in mente di realizzare una storia di 16 pagine, sfruttando per i disegni un libro fotografico sul film e i fermo immagine della videocassetta. Aveva anche preso contatto, insieme a Gigi Simeoni, con una casa editrice di Milano, sperando di mettere insieme un albo con le storie di Rat-Man, Zompi (personaggio creato da Simeoni) e «cose come quello strano Alien a tratteggio». Tuttavia la banalità della storia e la difficoltà della tecnica di disegno a tratteggio fecero arrestare il progetto alle prime 4 pagine.
Nel 1994 Ortolani tornò a elaborare una nuova parodia di Alien e ne nacque La prova. Il titolo, così come la trama, prendeva spunto dall'esame di stato per diventare geologi. In questa storia infatti un gruppo di aspiranti geologi si dirige sulla Terra per poter svolgere l'esame, ma il professore, accorgendosi che gli studenti hanno rubato le domande al test, fa sì che la nave si diriga verso il pianeta con i mostri alieni. Sul pianeta la lotta tra i giovani e le creature è raccontata in modo fedele al film. Anche per questa storia, Ortolani non fu pienamente soddisfatto della trama e delle battute e decise di non pubblicare l'opera, ma di riporla per tornare a lavorarci in un secondo momento, sentendo che «poteva uscirne una cosa divertente».
Nel frattempo la saga di Alien si andava spegnendo e con essa i propositi di Ortolani di rimettere mano al fumetto. Finché Ridley Scott non annunciò l'uscita di un prequel/spin-off/remake del film che si sarebbe dovuto intitolare Prometheus. La notizia diede nuovo vigore al progetto e con l'uscita del lungometraggio, nel 2012, Ortolani decise di inserirne alcuni elementi che lo avevano colpito particolarmente in una nuova parodia che comprendesse anche Alien.

## Realizzazione

Vignetta scartata della storia, con Oliver e Allen

L'idea iniziale per Allen fu quella di realizzare una "parodia classica", inserendo l'elemento comico (Rat-Man) in una storia che ricalcasse lo schema avventuroso e drammatico di Alien. Dopo la visione di Prometheus, però, Ortolani decise di includere nell'impianto del racconto la ricerca esistenziale delle origini della vita, su cui si basa il lungometraggio.
Dal prequel, il fumettista ebbe anche l'idea per i personaggi principali della storia. Il comandante Valery Kramer, impersonato da Cinzia Otherside, si ispira al personaggio di Meredith Vickers interpretato nel film da Charlize Theron e il robot Oliver (dalle fattezze di Senso di Nano) è il corrispettivo di David, interpretato nel lungometraggio dall'attore Michael Fassbender. Ortolani poté così eliminare dalla sceneggiatura "l'ingombrante" Ellen Ripley, sostituendola nelle scene più importanti con Rat-Man.
La copertina dell'albo si ispira alla locandina di Prometheus, nella quale c'è un uomo minuscolo in primo piano al cospetto della divinità che lo ha creato. Ortolani preferì prendere spunto da questo invece che dal manifesto di Alien, per il maggiore impatto che esso ha e perché pensava che i lettori l'avrebbero associato al film con maggior facilità:
Il duplice utilizzo per i disegni della biro nera al posto della china e di uno stile tratteggiato, servirono a conferire alla storia un'immagine sporca e grezza, in sintonia con le atmosfere cupe dello spazio di Alien.

## Storia editoriale e accoglienza
Allen venne distribuito in anteprima dall'1 al 4 novembre 2012 al Lucca Comics & Games. L'8 novembre uscì in fumetteria e in edicola.
La rivista elettronica di fumetti Comicus, commentò che nonostante il ritmo della narrazione non sia uniforme e che il divertimento proceda per picchi, intervallato da lunghe parti che non riescono ad essere comiche, Allen «rimane una lettura godibile, complice alcuni passaggi davvero irresistibili». Dario Oropallo del magazine Players lodò «l'abilità di Ortolani di esagerare l'assurdo delle due pellicole di Scott senza ricorrere a gag, ma piuttosto ridicolizzando con sottigliezza e acutezza il mondo di Alien». Andrea Bramini del sito LoSpazioBianco.it affermò che Allen costituisce «un lavoro "semplice" ma di qualità, dove l'ironia è sempre ricercata e mai banale». Egli inoltre fece notare come dall'albo emergesse tutta la passione di Ortolani per le pellicole di Alien e Prometheus e per il cinema d'azione e di fantascienza in generale.